# 다올 CMS
다올 CMS(DAOL CMS)는 XpressEngine에서 가지친 CMS로 XE 개발팀에서 중단한 XE 1.5.x 버전대의 보안패치, 기능개선, 기능추가를 하는 프로젝트이다. 이전 명칭은 XDT EX였으나, 정식으로 배포하면서, 다올 CMS로 이름이 변경되었다. 다올 CMS에서 다올은 '하는 일마다 모두다 복이올'이라는 뜻과, Contents Management System (저작물 관리 시스템)이 결합되어 이름 지어졌다.

## 역사
- 2013년 12월 1일 : 다올 CMS ver 1.0.0.0 최초 배포[4]
- 2015년 8월 21일 : 다올 CMS ver 1.0.1.0 정식 배포[5]

## 설치 환경
| - PHP - 필수 : PHP 5.2 이상 - 단, PHP 5.2.2 버전은 PHP의 자체 오류로 사용할 수 없음 - 필수 : XML 라이브러리 - 필수 : GD 라이브러리 - 선택 : ICONV 라이브러리 | - 데이터베이스 - MySQL 4.1 이상 - Cubrid - MS-SQL - Firebird - PostgreSQL - Sqlite2/Sqlite3 |

.

## 같이 보기
- XpressEngine